# Sida tressensiae
Sida tressensiae är en malvaväxtart som beskrevs av Antonio Krapovickas. Sida tressensiae ingår i släktet sammetsmalvor, och familjen malvaväxter. Inga underarter finns listade i Catalogue of Life.